# En letra de otro
En letra de otro es el cuarto álbum de estudio del grupo cubano Gente de Zona.
Aunque el álbum se caracteriza por el estilo fusión clásico del grupo, con una combinación tropical entre el urbano, el reguetón y la salsa2, su mayor característica es que todas las canciones fueron interpretadas por otros artistas de nivel internacional como Luis Miguel, Rosana, Vicente Fernández y José Feliciano entre otros, con su propio estilo musical.
De este álbum, se desprenden algunos sencillos como: «Cuando calienta el sol», «La bamba» y «Si tú no estás» entre otros.

## Lista de canciones
| N.º | Título                                | Intérprete original | Duración |  |
| 1.  | «Si tú no estás»                      | Franco de Vita      | 3:41     |  |
| 2.  | «Cuando calienta el sol»              | Luis Miguel         | 4:05     |  |
| 3.  | «Manantial de corazón»                | Yordano             | 3:26     |  |
| 4.  | «Después de ti»                       | José Feliciano      | 3:20     |  |
| 5.  | «El rey»                              | Vicente Fernández   | 3:37     |  |
| 6.  | «La bamba»                            | Ritchie Valens      | 3:00     |  |
| 7.  | «Los 40»                              | Rolando Laserie     | 4:15     |  |
| 8.  | «Noche de luna (Cuando yo la conocí)» | Los Zafiros         | 2:31     |  |
| 9.  | «Idilio»                              | Willie Colón        | 4:06     |  |
| 10. | «A bailar el Toca Toca»               | Adalberto Álvarez   | 3:35     |  |